# Aegires malinus
Aegires malinus is een slakkensoort uit de familie van de Aegiridae. De wetenschappelijke naam van de soort is voor het eerst geldig gepubliceerd in 2004 door Fahey & Gosliner.